# Carl Mordziol
Carl Mordziol (* 1886; † 1958) war ein deutscher Geologe.

## Leben
Mordziol wurde 1908 in Gießen promoviert (Über das jüngere Tertiär und das Diluvium des rechtsrheinischen Teiles des Neuwieder Beckens). Er war Studienrat in Vallendar bei Koblenz.
1908 fand er Hinweise auf einen Vorläufer des Rheins vor 34 Millionen Jahren, das er Vallendarer Flusssystem nach einem Vorort von Koblenz nannte (gekennzeichnet durch weißen quarzhaltigen Schotter, der seine Herkunft in den Vogesen hatte).

## Schriften
- Geologischer Führer durch das Mainzer Tertiärbecken 1, Allgemeine Übersicht und Exkursionsführer in die Umgebung von Mainz und Wiesbaden,  Borntraeger, Sammlung Geologischer Führer 16, 1911
- Geologische Wanderungen durch das Diluvium und Tertiär der Umgebung von Koblenz (Neuwieder Becken), Braunschweig: Westermann 1913
- Über das jüngere Tertiär und das Diluvium des rechtsrheinischen Teiles des Neuwieder Beckens; Jb. kgl. preuß. geol. L.-A., 29, 1909, S. 438
- Einführung in den geologischen Unterricht, Hirt 1927
- Das Tertiär- und Diluvialprofil von Kärlich, Z. dt. geol. Ges., 82, 1930, S. 599–600
- Cäsars Rheinübergänge im Lichte der geologischen Forschung, Beitraege zur Geologie der Rheinlande Nr. 2., Koblenz: Scheid 1931
- Einführung in die Wehrgeologie, Otto Salle 1938
- Der geologische Werdegang des Mittelrheintals, Fischer 1951
- mit Josef Frechen: Der rheinische Bimsstein : mit einer geologischen Einführung, Wittlich: Fischer 1953